# Since You Been Gone
Since You Been Gone – piosenka rockowa Russa Ballarda. Utwór był wielokrotnie coverowany, a największy sukces komercyjny odniosła wersja Rainbow z albumu Down to Earth.

## Oryginalna wersja
Piosenkę napisał dawny gitarzysta zespołu Argent, Russ Ballard, a jej producentem był Muff Winwood. Znalazła się ona na albumie Ballarda z 1976 roku pt. Winning. Utwór opowiada o szaleństwie, którego doświadcza podmiot liryczny, ponieważ opuściła go dziewczyna. Czytając pod latarnią list, w której oznajmiła mu zerwanie, nie może przestać o niej myśleć i wyraża nadzieję na jej powrót. Mimo smutnego tekstu melodia piosenki jest pozytywna.

## Wersja Rainbow
W 1979 roku cover utworu w wykonaniu Rainbow ukazał się jako singel nakładem wytwórni Polydor. Wokalistą w piosence był Graham Bonnet, a jej producentem – Roger Glover. Utwór promował album Down to Earth i został zamieszczony jako drugi na płycie. Piosenka zajęła szóste miejsce na liście UK Singles Chart oraz 57. na liście Hot 100.

## Inne wersje
Pierwszym coverem „Since You Been Gone”, który znalazł się na liście przebojów, była wersja zespołu Head East z 1978 roku, która zajęła 46. miejsce na liście Hot 100. W 1979 roku wykonanie Cherie i Marie Currie pod poprawnym gramatycznie tytułem „Since You've Been Gone” znalazło się na 95. miejscu listy Hot 100. Covery utworu nagrali także m.in. Clout (1978), Taiska (1980, jako „Prätkä ja tie”), Michael Ball (2006, jako „Since You've Been Gone”) oraz The Moon Loungers (2013). Ogółem powstało kilkanaście coverów piosenki.